# Ватсла
Ватсла (эст. Vatsla) — деревня на севере Эстонии в волости Сауэ уезда Харьюмаа. На севере деревня граничит с Сырве, на западе с Лийква, на юге и востоке с Хюйру. На 2012 год население деревни составляло 254 человека. Старейшина деревни — Алан Луук.

## История

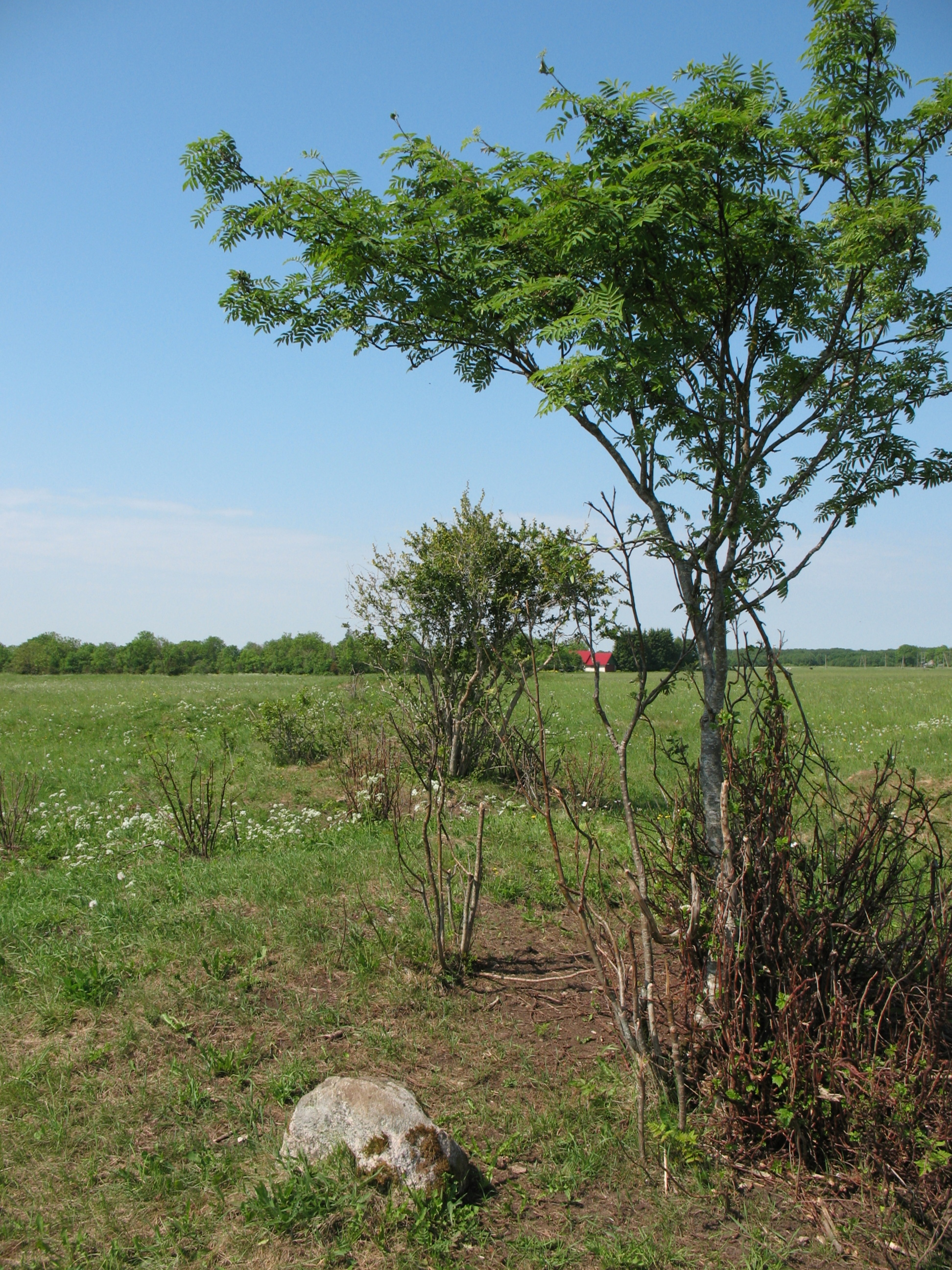
Могильные камни Ватсла

Первые упоминания о деревне содержатся в датской поземельной книге XIII века. Поселение в ней упоминается под названием «Wasal». В 1977 году деревня была объединена с деревней Кодасема.
Ранее в деврнее находился бетонный завод «E-betoonelement» и база авторефрижераторов «EuroAuto».
В Ватсла было обнаружено много археологических находок — древние поля, могильные камни и культовые камни.

## Население
| 2005 | 2006  | 2007  | 2008  | 2009  | 2010  | 2011  | 2012  |
| ---- | ----- | ----- | ----- | ----- | ----- | ----- | ----- |
| 153  | ↗ 169 | ↗ 171 | ↗ 191 | ↗ 208 | ↗ 228 | ↗ 252 | ↗ 254 |

## Транспорт
Из Таллина в Ватсла ходят рейсовые пригородные автобусы №111 и №111A.